# Санґар (Марказі)
Санґар (перс. سنگر) — село в Ірані, у дегестані Поль-е Доаб, у бахші Заліян, шагрестані Шазанд остану Марказі. За даними перепису 2006 року, його населення становило 101 особу, що проживали у складі 26 сімей.

## Клімат
Середня річна температура становить 9,80°C, середня максимальна – 28,27°C, а середня мінімальна – -12,09°C. Середня річна кількість опадів – 276 мм.
| Клімат поселення                              | Клімат поселення | Клімат поселення | Клімат поселення | Клімат поселення | Клімат поселення | Клімат поселення | Клімат поселення | Клімат поселення | Клімат поселення | Клімат поселення | Клімат поселення | Клімат поселення | Клімат поселення |
| Показник                                      | Січ.             | Лют.             | Бер.             | Квіт.            | Трав.            | Черв.            | Лип.             | Серп.            | Вер.             | Жовт.            | Лист.            | Груд.            |                  |
| Середній максимум, °C                         | 4,15             | 6,15             | 9,61             | 16,59            | 21,84            | 26,78            | 28,20            | 28,27            | 23,36            | 17,18            | 10,72            | 5,36             |                  |
| Середня температура, °C                       | −3,98            | −1,98            | 1,47             | 8,47             | 13,72            | 18,65            | 22,90            | 22,95            | 18,03            | 11,88            | 5,41             | 0,06             |                  |
| Середній мінімум, °C                          | −12,09           | −10,1            | −6,64            | 0,34             | 5,59             | 10,54            | 17,58            | 17,64            | 12,73            | 6,57             | 0,10             | −5,26            |                  |
| Норма опадів, мм                              | 40               | 36               | 51               | 39               | 37               | 8                | 1                | 1                | 0                | 6                | 23               | 34               |                  |
| Середньомісячна швидкість вітру, м/с          | 1.25             | 2.11             | 2.73             | 2.84             | 2.41             | 2.18             | 2.08             | 2.08             | 2.01             | 1.93             | 1.78             | 1.32             |                  |
| Середньомісячна сонячна радіація, кДж/м²·день | 9363             | 12390            | 14911            | 18248            | 22312            | 27064            | 26045            | 24134            | 21308            | 15750            | 11078            | 9130             |                  |
| --------------------------------------------- | ---------------- | ---------------- | ---------------- | ---------------- | ---------------- | ---------------- | ---------------- | ---------------- | ---------------- | ---------------- | ---------------- | ---------------- | ---------------- |
| Джерело:                                      |                  |                  |                  |                  |                  |                  |                  |                  |                  |                  |                  |                  |                  |